# Kim Butler
Kimberly Joy Butler, detta Kim (Tacoma, 7 settembre 1982), è un'ex cestista statunitense naturalizzata britannica.

## Carriera
Con la Gran Bretagna ha disputato i Giochi olimpici di Londra 2012 e due edizioni dei Campionati europei (2011, 2013).